# Bardylis II
Bardylis II (en grec ancien Βάρδυλις / Bardylis) ou Bardylis le Jeune est un roi d'Illyrie de la tribu des Dardaniens ayant régné de 295 à 290 av. J.-C. Il est un adversaire du royaume de Macédoine.

## Biographie
Bardyllis rétablit le royaume bâti par son grand-père Bardylis Ier. Pyrrhus Ier, roi d’Épire lui déclare la guerre ; après l’avoir vaincu, il en fait un allié qui partage avec lui inimitié et aversion pour le royaume de Macédoine. L'alliance est consolidée lorsque Bircenna, sa fille, devient l'une des épouses de Pyrrhus.